# Каннський кінофестиваль 1973
26-й Каннський міжнародний кінофестиваль відбувся з 10 по 25 травня 1973 у Каннах, Франція. Золоту пальмову гілку отримали фільми Наймит британського кінорежисера Алана Бріджеса та Опудало Джеррі Шацберґа (США). На цьому фестивалі були додані дві нових позаконкурсних секції: «Дослідження і документи» (фр. Étude et documents) та «Перспективи французького кіно» (фр. Perspectives du Cinéma Français) (були започатковані Товариством французьких кінорежисерів і діяли до 1991 року).
У конкурсі було представлено 24 повнометражних фільми та 7 короткометражок. Фестиваль відкрито показом стрічки Божественний ступор режисера Девіда Гріна. Фільмом закриття фестивалю було обрано Леді співає блюз режисера Сідні Ф'юрі .

## Журі
Повнометражні фільми
- Голова: Інгрід Бергман, акторка,  Швеція
- Жан Делануа, режисер,  Франція
- Лоуренс Даррел, письменник, поет,  Велика Британія
- Родольфо Ечеверріа, продюсер,  Іспанія
- Бореслав Міхалек, критик,  Польща
- Франсуа Нурісьє, журналіст, сценарист,  Франція
- Лео Пестеллі, журналіст,  Італія
- Сідні Поллак, режисер,  США
- Роберт Рождественський, поет,  СРСР

Короткометражні фільми
- Голова: Робер Енріко, режисер, сценарист,  Франція
- Самюель Лашиз, критик,  Франція
- Олександр Марін

## Фільми-учасники конкурсної програми
| Переможців виділено окремим кольором. |

Повнометражні фільми
| Фільм                                                                                             | Назва мовою оригіналу                                                                                     | Режисер              | Країна                 |
| ------------------------------------------------------------------------------------------------- | --- | -------------------- | ---------------------- |
| Анна і вовки                                                                                      | Ana y los lobos                                                                                           | Карлос Саура         | Іспанія                |
| Божественний ступор                                                                               | Godspell                                                                                                  | Девід Грін           | США                    |
| Велике жрання                                                                                     | La Grande Bouffe                                                                                          | Марко Феррері        | Франція Італія         |
| Вплив гамма-променів на блідо-жовті нігтики                                                       | The Effect of Gamma Rays on Man-in-the-Moon Marigolds                                                     | Пол Ньюман           | США                    |
| Джеремі                                                                                           | Jeremy | Артур Баррон         | США                    |
| Дика планета                                                                                      | La Planète sauvage                                                                                        | Рене Лалу            | Франція Чехословаччина |
| Дикий Захід                                                                                       | Le Far-West                                                                                               | Жак Брель            | Франція Бельгія        |
| За виключенням Гамлета                                                                            | Un Amleto di meno                                                                                         | Кармело Бене         | Італія                 |
| Запрошення                                                                                        | L'Invitation                                                                                              | Клод Горетта         | Швейцарія Франція      |
| Інше зображення                                                                                   | La otra imagen                                                                                            | Антоні Рібас         | Іспанія                |
| Красуня                                                                                           | Belle | Андре Дельво         | Бельгія Франція        |
| Матуся і хвойда                                                                                   | La maman et la putain                                                                                     | Жан Есташ            | Франція                |
| Мафія в білих халатах                                                                             | Bisturi, la mafia bianca                                                                                  | Луїджі Дзампа        | Італія                 |
| Монолог                                                                                           | Монолог                                                                                                   | Ілля Авербах         | СРСР                   |
| Наймит                                                                                            | The Hireling                                                                                              | Алан Бріджес         | Велика Британія        |
| О, щасливчик!                                                                                     | O Lucky Man!                                                                                              | Ліндсі Андерсон      | Велика Британія США    |
| Опудало                                                                                           | Scarecrow                                                                                                 | Джеррі Шацберґ       | США                    |
| Обіцянка                                                                                          | A Promessa                                                                                                | Антоніу ді Маседу    | Португалія             |
| Петефі 73                                                                                         | Petőfi '73                                                                                                | Ференц Кардош        | Угорщина               |
| Санаторій «Під клепсидрою»                                                                        | Sanatorium Pod Klepsydrą                                                                                  | Войцех Єжи Хас       | Польща                 |
| Хлопці в синій формі                                                                              | Electra Glide in Blue                                                                                     | Джеймс Вільям Герсіо | США                    |
| Фільм любові і анархії, або Сьогодні о десятій ранку на Віа дей-Фьорі у відомому будинку розпусти | Film d'amore e d'anarchia, ovvero: stamattina alle 10, in via dei Fiori, nella nota casa di tolleranza... | Ліна Вертмюллер      | Італія                 |
| Хочемо полковників                                                                                | Vogliamo i colonnelli                                                                                     | Маріо Монічеллі      | Італія                 |

Короткометражні фільми
| Фільм             | Назва мовою оригіналу | Режисер             | Країна            |
| ----------------- | --------------------- | ------------------- | ----------------- |
| 1812 рік          | Az 1812-es év         | Шандор Райзенбюхлер | Угорщина          |
| Балаблок          | Balablok              | Бретіслав Пойар     | Канада            |
| Керівник          | La Tête               | Еміль Бурже         | Франція           |
| Космічний хлопчик | Space Boy             | Рената Друкс        | США               |
| Лінія друку       | La Ligne de sceaux    | Жан-Поль Торок      | Франція           |
| Жестова мова      | Langage du geste      | Камаль аш-Шейх      | Саудівська Аравія |
| Скаген 1972       | Skagen 1972           | Клаус Віке          | Данія             |

## Фільми позаконкурсної програми
| Фільм                                | Назва мовою оригіналу                | Режисер | Країна                  |
| ------------------------------------ | ------------------------------------ | --- | ----------------------- |
| Американська ніч                     | La Nuit américaine                   | Франсуа Трюффо                                                                                                  | Франція Італія          |
| Леді співає блюз                     | Lady Sings the Blues                 | Сідні Ф'юрі | США                     |
| Ляльковий будинок                    | A Doll's House                       | Джозеф Лоузі | Велика Британія Франція |
| Ми не можемо піти додому знову       | We Can't Go Home Again               | Ніколас Рей | США                     |
| Олів'є Мессіан і птахи               | Olivier Messiaen et les Oiseaux      | Мішель Фано, Деніза Туаль                                                                                       | Франція                 |
| Очима восьми                         | Visions of Eight                     | Мілош Форман, Клод Лелуш, Юрій Озеров, Май Зеттерлінг, Кон Ітікава, Джон Шлезінгер, Артур Пенн, Міхаель Пфлегар | США                     |
| Пікассо, художник століття 1900-1973 | Picasso, Peintre Du Siècle 1900—1973 | Лауро Вентурі                                                                                                   | Італія                  |
| Потрясіння майбутнього               | Future Shock                         | Олександр Грассгофф                                                                                             | США                     |
| Про любовну історію                  | Story of a Love Story                | Джон Франкенгаймер                                                                                              | Франція Італія          |
| Свастика                             | Swastika                             | Філіп Мора | Велика Британія         |
| Свята гора                           | La montaña sagrada                   | Алехандро Ходоровський                                                                                          | Мексика                 |
| Шепоти і крики                       | Viskningar Och Rop                   | Інгмар Бергман                                                                                                  | Швеція                  |
|                                      | Lo Païs                              | Жерар Герен | Франція                 |
|                                      | Wattstax                             | Мел Стюарт | США                     |

## Нагороди
- Золота пальмова гілка:
  - Наймит, режисер Алан Бріджес
  - Опудало, режисер Джеррі Шацберґ
- Гран-прі: Матуся і хвойда, режисер Жан Есташ
- Приз журі:
  - Санаторій «Под клепсидрою», режисер Войцех Хас
  - Запрошення, режисер Клод Горетта
- Приз за найкращу чоловічу роль: Джанкарло Джанніні — Фільм любові і анархії, або Сьогодні о десятій ранку на Віа дей-Фьорі у відомому будинку розпусти
- Приз за найкращу жіночу роль: Джоанн Вудворд — Вплив гамма-променів на блідо-жовті нігтики
- Технічний гран-прі: Шепоти і крики, режисер Інгмар Бергман
- Спеціальна нагорода: Дика планета, режисер Рене Лалу
- Найкращий дебют: Джеремі, режисер Артур Баррон
- Золота пальмова гілка за короткометражний фільм: Балаблок, режисер Бретіслав Пойяр
- Приз журі за короткометражний фільм: 1812 рік, режисер Шандор Райзенбюхлер
- Приз міжнародної федерації кінопреси (ФІПРЕССІ):
  - Велике жрання
  - Матуся і хвойда
- Приз Міжнародної Католицької організації в царині кіно (OCIC): Опудало, режисер Джеррі Шацберґ